# One Step at a Time (Jordin Sparks)
One Step at a Time is de derde single van Jordin Sparks, afkomstig van haar gelijknamige debuutalbum. Het werd, volgens webwinkel iTunes, op 26 januari 2009 uitgebracht.

## Achtergrondinformatie
Het nummer is geproduceerd door Jonas Jeberg & Cutfather (o.a. "I Hate This Part" van de Pussycat Dolls en "Superstar" van Jamelia) en Robbie Nevil en geschreven door Mich Hansen, Jonas Jeberg, Robbie Nevil en L. Evans.

## Videoclip
De videoclip gaat over Sparks, die door de stad loopt en verschillende mensen in een bepaalde fase van hun leven ziet. De scènes bestaan uit een jongeman die zijn date voor het bal ophaalt, een tiener (Corbin Bleu) die zijn broertje leert skateboarden, een jongen en een meisje die samen limonade verkopen, een jonge vrouw op haar eerste dag op de universiteit en een groep tieners die voor een tuin zorgen. Gedurende de video richt de camera ook op de voetstappen van de personen, die op de maat hun stappen zetten ("One Step at a Time" betekent "een stap per minuut").

## Tracklist

### Single
1. "One Step at a Time" (Main Version) - 3:25
2. "One Step at a Time" (Grayson Remix) - 4:38
3. "One Step at a Time" (Nevins Radio Mix) - 3:22
4. "One Step at a Time" (Rizzo Funk Generation Club Mix) - 6:47
5. "One Step at a Time" (Tonal Remix) - 4:44